# Abbaye de Wimmelburg
L’abbaye de Wimmelburg est une ancienne abbaye bénédictine à Wimmelburg, dans le Land de Saxe-Anhalt.

## Histoire
Le Wigmodeburg, mentionné pour la première fois en 1038 et dont le nom du village est dérivé, se situait sur le Friedrichsberg, une colline au nord-est au-dessus du terrain de sport actuel, au moins depuis les premières années du XIe siècle. Dans les années 1060 à 1070, le château, qui n'avait apparemment plus aucune importance stratégique, fut abandonné. La comtesse Christina von Mansfeld, fille du comte Siegfried ii de Weimar-Orlamünde et épouse du comte Hoyer à Hassegau (de), l'ancêtre des comtes de Mansfeld, fonde à cette époque un monastère dédié à Cyriaque de Rome sur le Friedrichsberg. Les matériaux de construction de l'ancien château sont probablement utilisés pour construire le monastère, car très peu de l'ancien château fut retrouvé plus tard sur le Friedrichsberg.
Cependant, la situation sur la montagne est défavorable, car l'ascension est raide et difficile, le temps est inhospitalier et le monastère est la cible de fréquentes attaques prédatrices. Par conséquent, en 1121, à la demande de l'abbé Milo et avec le consentement de l'évêque de Halberstadt, Reinhard de Blankenburg (de), l'abbaye est déplacée dans la vallée en contrebas du Friedrichsberg. Dans la période d'environ 1130 à 1150, une grande basilique cruciforme y est construite.
En 1162, le pape Alexandre iii autorise les abbés de Wimmelburg à porter la mitre. La même année, l'abbaye reçoit le droit de frapper des pièces de monnaie. Au fil du temps, le monastère reçoit le patronage de l'église sur les églises de Saint-Vincent à Wimmelburg, Saint-Cyriaque à Wolferode, Saint-Pierre à Eisleben et les églises des communes désormais désertes d'Erwinsrode, Klein Eisleben, Globigkau et Hohenwarthe. Les comtes de Mansfeld sont vogt du monastère depuis au moins le début du XIVe siècle. Réformé par l'abbaye de Berge en 1491, le monastère rejoint la congrégation de Bursfelde, qui cherche à remettre en considération la rigueur et la pureté originelles de la règle monastique de saint Benoît.
Du XIIe siècle au XVIe siècle, la réputation et le charisme de l'abbaye de Wimmelburg dépassent de loin ceux des autres monastères de la région. Depuis que Cyriaque, le saint patron contre les mauvais esprits, aurait la capacité de guérir les possédés du diable, le monastère devient un lieu de pèlerinage populaire à la fin du Moyen Âge. Les épileptiques en particulier espèrent être guéris s'ils suivent l'appel de la « cloche de Cyriaque ». La cloche d'argent a une réputation miraculeuse et, surtout lorsque les coutumes monastiques déclinent, elle est exploitée sans vergogne par les moines, recueillant les offrandes des pèlerins qui campent sur les coteaux environnants, espérant que le son de la cloche guérirait leurs maladies. Martin Luther critique cette mauvaise habitude dans ses sermons et ses causeries d'après-dîner.
Au XVe siècle, dans l'abbaye de Wimmelburg, comme auparavant l'abbaye Saint-Pierre de Mersebourg, les gens passent du bas allemand au haut allemand, ainsi qu'à Eisleben, dans l'abbaye de Gerbstedt (de), à Halle et chez les comtes de Mansfeld.
Pendant la guerre des Paysans allemands, le monastère est pillé début mai 1525 par des paysans rebelles, mais pas détruit. Tous les documents, lettres et livres sont détruits. L'année suivante, 1526, le monastère est sécularisé par les comtes de Mansfeld-Mittelort et Mansfeld-Hinterort, qui ot introduit la Réforme dans leurs comtés, et transformé en un bureau comtal et une ferme. L'église abbatiale devient une église protestante. Le bureau et la ferme sont mis en gage ou loués par les comtes en permanence très endettés à des soumissionnaires solvables.
Le 10 janvier 1680, un incendie majeur visible jusqu'à Eisleben détruit de grandes parties de l'ancien complexe monastique et une grande partie de l'église. La cloche de Cyriaque est perdue. La plupart des ruines de l'église incendiée sont démolies. Seules de petites parties sont reconstruites en 1686, mais pas correctement. L'église paroissiale actuelle de Saint-Cyriaque n'est donc qu'un vestige épars de l'ancienne basilique romane. Seuls le chœur principal avec l'abside associée, le chœur latéral nord avec l'abside, la croisée et la partie inférieure du transept nord sont conservés, mais uniquement à l'état de ruine. L'église, à laquelle on accède aujourd'hui par un portail en plein cintre du côté nord entouré de colonnes, reçoit une chaire-autel baroque et des fonts baptismaux, portés par un ange agenouillé sur l'épaule. L'orgue de 1908 provient du facteur d'orgues de Zörbig Wilhelm Rühlmann (de).
Au début du XVIIIe siècle, le propriétaire de l'office de l'époque, H. O. Ch. von Pfuel (de), fait construire le grand manoir juste à côté de l'église et qui domine encore aujourd'hui l'ensemble en utilisant les ruines. Le domaine appartient à la famille Pfuel de 1664 à 1798, jusqu'à ce qu'ils vendent l'Oberamt Eisleben avec Wimmelburg à l'électorat de Saxe.
Le domaine appartient longtemps au prince Auguste-Ferdinand de Prusse. À l'époque de la RDA, l'ancien domaine est finalement utilisé par une coopérative de production agricole (LPG), ce qui n'est pas toujours propice à l'état des bâtiments.